# Karl Bälz
Karl Gottlob Bälz (* 3. Oktober 1820 in Bietigheim; † 23. Juni 1881 in Stuttgart) war ein württembergischer Landtagsabgeordneter.

## Leben
Karl Bälz Eltern waren der Werkmeister Carl Immanuel Bälz und dessen Frau Elisabetha Katharina, geb. Melchior. Wie sein Vater war Bälz Werkmeister, später Oberwerkmeister, in Bietigheim. Von 1871 bis 1878 war er Direktor der Allgemeinen Baugesellschaft in Stuttgart. Von 1870 bis 1876 saß er als Abgeordneter für das Oberamt Besigheim im württembergischen Landtag. 1876 unterlag er bei der Landtagswahl dem Gegenkandidaten August Becher. 
Bälz war mit Wilhelmine Caroline Essich verheiratet, unter den insgesamt neun Kindern waren der Mediziner Erwin Bälz sowie der Jurist Karl von Bälz.